# ثابت الظلمة
ثابت الظلمة رواية للمؤلفة الجزائرية أمل بوشارب صدرت عام 2018 عن منشورات الشهاب تعد أول رواية خيال علمي تكتبها امرأة في الجزائر. وصفتها الصحافة الجزائرية بعيد إطلاقها بالرواية الحدث التي تتجاوز المألوف في الأدب الجزائري. وصنفتها صحيفة Reporters الناطقة بالفرنسية ضمن مختاراتها للاصدارات الجزائرية الخمس الأهم لعام 2018 

## ملخصها
في رواية يتقاطع فيها التخيل بالحقائق العلمية يبدأ كل شيء بعد قرار "المركز الدولي للأبحاث الأركيولوجية" البدء في عمليات تنقيب عن آثار في منطقة الهوقار، لتستنفر المخابرات الجزائرية أجهزتها بأوامر من "رجل الظل" الغامض داخل المؤسسة العسكرية. في هذه الأثناء يلتحق الخبير السابق في الوكالة الفلكية الأوروبية "جانلوكا فيرو" بالبعثة مثيرا تساؤلات حول طبيعة عمله ضمن فريق البحث المختار بعناية من طرف ممول المشروع المثير للجدل"هينريك فورتسنبورغ. لتطرح الرواية تساؤلات عن علاقة آلهة انوناكي السومرية والكوكب المجهول "نيبيرو" بالمعتقدات المحلية القديمة، وما صلة كل هذا بعمليات البحث المريبة الدائرة في صحراء تمنراست، بالإضافة إلى مدى تمكن "فيرو" من فك طلاسم نص تيفيناغ مجهول بمساعدة مهدي أحد أبناء المنطقة، ليقف أخيرا على الحلقة المفقودة بين أشد أساطير الطوارق غموضا وأحد أكثر أساطير الحضارة الإغريقية سوداوية.

### الشكل العام
تأخذ الرواية شكل المسرحيات الإغريقية، حيث تنقسم إلى ثلاثة أقسام، يتضمنها ما مجموعه 79 فصلا يتناول صراعا ملحميا بين شخصيات تأخذ شكل الآلهة القديمة، وتلتزم بإيبيلوغ وبرولوغ لتعزيز الطابع الدرامي للعمل.

### التيمة العلمية
يشكل موضوع الطاقة المظلمة المحور الأساسي الذي تُبنى عليه الرواية، وعن الموضوع تقول الروائية:
| ثابت الظلمة | التحدي الأكبر في ثابت الظلمة كان تقريب فكرة علمية بحتة تدخل ضمن اهتمامات الفلكيين ك"الطاقة السوداء" للقارئ المهتم بالأدب، وربما المعروف لدينا الفصل الصارم الأشبه بنظام الفصل العنصري بين الأدبيين والعلميين، إلا أن تضمين فكرة علمية صرفة سياقا أدبيا ينهل من المحلي كان مغامرة شيقة حيث لا يمكن لأي جزائري أن يشعر بالغربة عن عوالم الرواية، خصوصا أن جميع الأحداث المحركة للعمل تدخل ضمن الواقع المعاش، بالإضافة إلى غزل ذلك ضمن فكرة فلسفية يتكشف عنها العمل مع توالي الفصول | ثابت الظلمة |

### مواضيع فرعية
بالرغم من التيمة العلمية للرواية، إلى أن الرواية ركزت على ظواهر سياسية راهنة بالإضافة إلى تسليط الضوء على حالة الاهتراء في المشهد الاعلامي والثقافي والصراعات بين تيار تنويري وآخر ظلامي، بالإضافة إلى أثر مواقع التواصل الاجتماعي في ضبط حركية المجتمع اليوم

### تناص
يقوم العمل على ربط التيمة العلمية الأساسية بوقائع تاريخية وأسطورة إغريقية تناولها أفلاطون في محاورتيه الشهيرتين طيماوس وكريتياس

### الشخصيات
أتت شخصيات الرواية متمايزة فريدة وكل واحدة منها قادرة على تغيير مسار الأحداث في أي لحظة  على غرار هينريك فورتسنبورغ وهو رجل أعمال وجامع آثار له اهتمامات بالآثار القديمة لحضارة ما بين النهرين، وشخصية الخبير الإيطالي في الوكالة الفلكية الأوروبية “جانلوكا فيرو”، ومن الجزائر رجل الظل الغامض وهو شخصية مخابراتية لم تحمل اسما داخل العمل. كما يتضمن العمل شخصيات ثانوية لصحفيين، عسكريين، سياسيين، رجال أعمال فاسدين وفاعلين على مواقع التواصل الاجتماعي أُديت أدوارها على نحو لا يخلو من الجرأة.

## التلقي الإعلامي والجماهيري
اعتبرت الصحافة الجزائرية الرواية أنها مفاجآة الدخول الأدبي لعام 2018  وذلك بعيد إطلاقها رسميا في إطار اللقاءات الأفرو متوسطية للكاتبات الشابات. وقد وصف إقبال القراء على الرواية في حينه بغير المسبوق. وفي حصة أذيعت على موقع TSA الناطق بالفرنسية وصفت الرواية على أنها رواية «سوبر»  وبالرغم من غياب الروائية عن وقائع الصالون الدولي للكتاب في الجزائر في طبعته الثالثة والعشرين، إلا أن الرواية نجحت في جذب محبي الروايات، حيث حظيت بإقبال كبير من طرف زوار المعرض.

## التلقي النقدي
وصلت الرواية فور صدورها إلى القائمة القصيرة لجائزة يمينة مشاكرة للرواية النسوية.